# 香港印鈔
22°27′19″N 114°10′54″E / 22.45521°N 114.181767°E
香港印鈔有限公司（英語：Hong Kong Note Printing Limited）是香港公營機構，負責印製香港及澳門鈔票。香港印鈔是一家由香港政府持有多數股份、但是自負盈虧運作的公營事業，主要收入是為香港三家發鈔銀行印製鈔票。現任主席為香港金融管理局總裁余偉文。

## 歷程
香港印鈔的前身是英國德拉魯集團於1984年在香港大埔設立的印鈔廠房。1996年4月，港英政府利用外匯基金購入該廠，並且改名為香港印鈔。香港印鈔的廠房位於大埔創新園（前稱大埔工業邨），佔地面積約7,500平方米，年產量大約為3.2億張。香港印鈔的產能在2015年已接近飽和，單是2014年已經印製3.72億張切好的鈔票，包括為香港上海匯豐銀行印製150港元特別紀念鈔。

## 持股
香港印鈔的大股東是香港特別行政區政府（55%控股權），其他股東包括中國印鈔造幣總公司（15%控股权）及香港三家發鈔銀行──中國銀行（香港）、香港上海滙豐銀行及渣打銀行（各佔10%股權）。

## 外部連結
- 香港印鈔有限公司官方網站（页面存档备份，存于）
- 1997年3月24日，立法局財經事務委員會成員問：出售股權予中國印鈔造幣總公司的影響（页面存档备份，存于）
- 香港金融管理局1997年10月13日之新聞稿（页面存档备份，存于）